# Fette biscottate
Le fette biscottate sono un prodotto da forno, un impasto leggero povero di zuccheri e grassi, di farina di frumento di grano tenero, che può esser integrale, tradizionalmente consumate durante la colazione, accompagnate da burro, marmellata, miele oppure al naturale.

## Ingredienti
Le fette biscottate vengono prodotte con farina di grano duro, olio vegetale, lievito, zucchero e sale. Esistono alcune varianti prodotte con farina di malto d'orzo o mais di frumento, farina integrale e farina di kamut, ai cereali, senza glutine o con farine speciali come quinoa, grano saraceno, farro e orzo.

## Storia
L'origine delle fette biscottate risale all'Ottocento, quando la comunità mennonita (una comunità prussiana che professava il ritorno a una vita semplice e caritatevole) produsse le fette per evitare sprechi e mantenere una lunga conservazione del prodotto.

## Caratteristiche
Le fette biscottate vantano una struttura omogenea, una consistenza croccante, una maggiore concentrazione di maltodestrine e saccarosio, una minore umidità e un sapore più dolce rispetto al pane: tali caratteristiche derivano dalla composizione dell'impasto, non sovrapponibile a quello del pane. Sono un alimento ricco di calorie.

## Produzione
Oggi la produzione è quasi esclusivamente industriale e a quelle tradizionali si affiancano altre contenenti fibre integrali. Il procedimento è totalmente automatizzato e prevede un imballaggio che garantisce il mantenimento delle caratteristiche sensoriali.

## Denominazione in Italia e negli altri paesi
In Italia la denominazione fette biscottate è riservata ai prodotti da forno ottenuti secondo un preciso procedimento di lavorazione, stabilito dal D.P.R. n. 283/1993.
In Prussia tali fette vennero chiamate zwieback (zwie= due, back= infornare), nome che è tutt'oggi utilizzato in Germania, in Svizzera e nei paesi anglofoni per denominare le fette biscottate. In Gran Bretagna sono conosciute come "toast Français", dal nome datogli dall'unica ditta (francese) che le produce/importa. In Francia si chiamano "biscottes", perché sono letteralmente fette di pane cotte due volte.